# Uttstadt

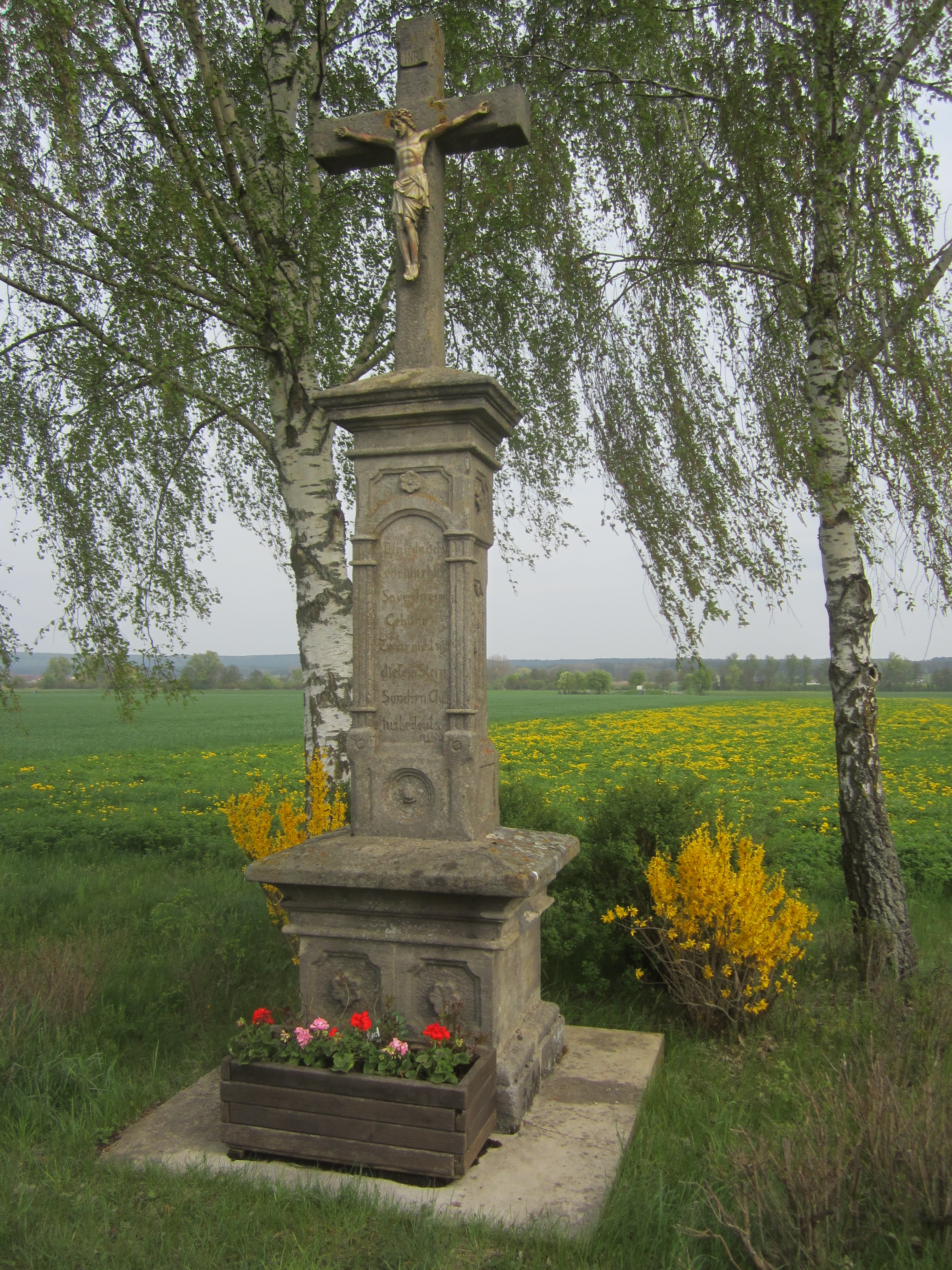
Bildstock

Uttstadt ist ein Gemeindeteil von Adelsdorf im mittelfränkischen Landkreis Erlangen-Höchstadt in Bayern. Die Gemarkung Uttstadt hat eine Fläche von 1,746 km². Sie ist in 186 Flurstücke aufgeteilt, die eine durchschnittliche Flurstücksfläche von 9386,25 m² haben.

## Geographie
Das Dorf Uttstadt liegt am linken Hochufer der Aisch und ist von Acker- und Grünland umgeben. Eine Gemeindeverbindungsstraße verläuft nach Adelsdorf (0,6 km südlich) bzw. zu einer Gemeindeverbindungsstraße (0,3 km nördlich) zwischen Aisch im Osten und Lauf im Westen.

## Geschichte
Der Ort wurde im Würzburger Lehenbuch von 1303 als „Uetsteten“ erstmals urkundlich erwähnt. Bestimmungswort des Ortsnamens ist Ueti, Udi, Utz (Kosename zu Ulrich), der Personenname des Ortsgründers. Als Lehensträger war Konrad Graf von Flügelau verzeichnet. Der Ort dürfte wie viele andere Orte dieser Gegend im 10. Jahrhundert planmäßig vom Hochstift Würzburg angelegt worden sein. Neben Würzburg waren auch die Schlüsselberger Lehnsherren, wie aus einer Urkunde von 1330 hervorgeht, in der Konrad von Schlüsselberg dem Kloster Schlüsselau das Gut des Ulrich von Aisch übereignete. Weitere Lehensträger waren das Kloster Michelsberg und das Kloster Frauenaurach.
Gegen Ende des 18. Jahrhunderts gab es in Uttstadt 15 Anwesen. Das Hochgericht übte das bambergische Centamt Bechhofen aus. Die Dorf- und Gemeindeherrschaft hatte das bambergische Kastenamt Schlüsselau. Grundherren waren das Hochstift Bamberg (Kastenamt Bechhofen: 1 Wirtschaft mit Brauhaus, 1 Gut; Kastenamt Schlüsselau: 2 Halbhöfe, 1 Gütlein, 2 Halbgütlein, 1 Sölde, 1 Häuslein; Klosteramt Gremsdorf: 1 Gut), das brandenburg-bayreuthische Klosteramt Frauenaurach (1 Gut), und die Schönborn’sche Herrschaft Pommersfelden (2 Güter, 1 Sölde). Außerdem gab es ein Gemeindehirtenhaus.
Im Rahmen des Gemeindeedikts wurde Uttstadt dem 1808 gebildeten Steuerdistrikt Adelsdorf und der 1818 gebildeten Ruralgemeinde Zentbechhofen zugeordnet. 1820 erfolgte die Umgemeindung nach Gremsdorf und am 8. September 1854 die Umgemeindung nach Aisch. In der freiwilligen Gerichtsbarkeit unterstanden 2 Anwesen dem Patrimonialgericht Pommersfelden (bis 1848).
Am 1. Juli 1971 wurde Uttstadt im Zuge der Gebietsreform in Bayern in die Gemeinde Adelsdorf eingegliedert.

### Baudenkmäler
- Bildstock

### Einwohnerentwicklung
| Jahr      | 001819 | 001861 | 001871 | 001885 | 001900 | 001925 | 001950 | 001961 | 001970 | 001987 |
| Einwohner | 79     | 73     | 71     | 82     | 78     | 71     | 123    | 77     | 84     | 65     |
| Häuser    |        |        |        | 13     | 15     | 14     | 13     | 13     |        | 16     |
| Quelle    | [ 10 ] | [ 11 ] | [ 12 ] | [ 13 ] | [ 14 ] | [ 15 ] | [ 16 ] | [ 17 ] | [ 18 ] | [ 2 ]  |

## Religion
Der Ort ist römisch-katholisch geprägt und war ursprünglich nach St. Stephanus (Adelsdorf) gepfarrt, seit den 1950er Jahren ist die Pfarrei St. Laurentius (Aisch) zuständig. Die Einwohner evangelisch-lutherischer  Konfession sind nach St. Matthäus (Neuhaus, Adelsdorf) gepfarrt.